# Коссовский, Антоний
Антоний Коссовский (6 января 1701 — 6 июня 1771) — государственный и военный деятель Речи Посполитой, ловчий иновроцлавский (с 1728 года), подскарбий надворный коронный (1744—1762), генерал-майор 6-го пехотного полка (1750—1768), референдарий великий коронный (1764), секретарь великий коронный (1764—1771), староста пшедечский, будзинский, серадзский, парчевский, клодавский, валчский и радзеювский. Кавалер Ордена Белого Орла.

## Биография
Представитель польского дворянского рода Коссовских герба «Долэнга». Сторонник группировки Чарторыйских. Избирался послом (депутатом) на сеймы в 1729, 1730, 1733, 1740, 1744, 1761, 1764 и 1766 годах. В 1744 году получил должность подскарбия надворного коронного. В 1750 году получил чин генерал-майора и стал командиром 6-го пехотного полка. В 1752 году — войсковой комиссар в Скарбовом Тибунале в Радоме.
В 1764 году Антоний Коссовский был маршалком Брест-Куявского воеводства в конфедерации Чарторыйских. В том же году был избран послом (депутатом) от Брест-куявского воеводства на конвокационный сейм. В 1764 году Антоний Коссовский поддержал избрание Станислава Августа Понятовского на польский королевский престол. В том же году получил должности референдария и секретаря великого коронного. В 1766 году избирается послом на сейм Чаплица от Брест-Куявского воеводства.